# Rujevke
Rujevke (vonjače; lat. Anacardiaceae), jedna od deset biljnih porodica iz reda sapindolike koja je raširena po svim kontinentima. Na području duplog američkog kontinenta njezini rodovi rašireni su od južne Kanade do Patagonije, uključujući i Karibe, nadalje u južnoj Europi, cijeloj južnoj Aziji, cijeloj Africi s madagaskarom, osim Sahare, i oballna područja sjeverne i istočne Australije.
Porodici pripada 77 rodova sa 701 priznatom vrstom, stabla, grmovi i puzavice, a ime dobiva po rodu Anacardium. Najpoznatiji predstavnici su rodovi Cotinus, Mangifera, Pistacia i Rhus, kojima pripadaju, mango, pistacija (Pistacia vera), ruj ili rujevina (Cotinus coggygria), kiseli ruj (Rhus typhina), smrdljika (Pistacia terebinthus) 

## Opis porodice
Anacardiaceae je, poput Rutaceae i Sapindaceae, poznata po svojim plodovima. Anacardium occidentale (indijski orah), tropsko južnoameričko drvo, bilo je jedno od prvih voćaka koje su rani španjolski i portugalski pustolovi raširili po tropima. Sjemenka proizvodi indijski orah, dok je crvenkasto nabrekla osovina ispod pravog ploda indijska jabuka. Prvi se peče i jede, dok se drugi zgnječi, procijedi i doda u vodu i šećer kako bi se napravio osvježavajući napitak koji se konzumira diljem tropske Amerike.
Mangifera indica (mango), porijeklom iz Indo-Malezije, uzgaja se u tropima. Plod ovog velikog stabla ima debelo, aromatično, ukusno meso; nazivaju je kraljicom tropskog voća. Nekoliko vrsta tropskog roda Spondias (kao što je “svinjska šljiva”) uzgaja se zbog svojih mesnatih plodova koji se jedu svježi ili kuhani. Pistacia vera (pistacija) je umjereno drvo, porijeklom od Mediterana do Afganistana, ali se sada također uzgaja u Sjevernoj Americi zbog jestivih sjemenki.
Schinus molle (peruansko papar drvo) ima plodove koji se ne jedu direktno, ali su izvor fermentiranog alkoholnog pića. Ovo je ukras koji se obično uzgaja u suptropskoj Americi, gdje je također postao naturaliziran i prava je pošast u mjestima kao što je Florida. Uzgaja se zbog perastog, zimzelenog, složenog lišća i crvenih bobica (na ženskim stablima), a vrlo dobro podnosi suha staništa i siromašna tla. Srodna vrsta iz Brazila, Schinus terebinthifolius (brazilsko papar drvo ili američki papar smrdljikavi), također se široko uzgaja u tropskim regijama i komercijalni je izvor zrna ružičastog papra. Iako se oni ponekad prodaju u mješavinama s Piper nigrum (crni papar), oni su potpuno nepovezani i treba biti oprezan s Schinus plodovima, s obzirom na toksične spojeve koji prevladavaju u mnogim članovima Anacardiaceae. Semecarpus anacardium (dhobi orah ili istočno indijsko tinta drvo) ima mlade plodove s crnom smolom koja je netopiva u vodi i koristi se kao tinta za označavanje u jugoistočnoj Aziji.
Druge vrste Anacardiaceae također se uzgajaju kao ukrasne biljke. Cotinus coggygria (“stablo dima”, ili obični ruj), od južne Europe do središnje Kine, grm je s ljubičastim lišćem i velikim difuznim cvatovima koji daju "dimni" izgled. Obično se sadi u umjerenim područjima. Nekoliko vrsta Rhus (ruj), posebno one iz Sjeverne Amerike, uzgajaju se kao grmovi, posebno zbog njihovog šarenog crvenkastog lišća u jesen.
Malo vrsta Anacardiaceae ima drvo koje se koristi za gradnju ili izradu ormara; međutim, mnogi od njih imaju vrijedne tanine koji su ekstrahirani za štavljenje kože. Schinopsis quebrachocolorado (quebracho) glavni je izvor tanina u Južnoj Americi, kao i Rhus coriaria (sicilijanski ruj) u južnoj Europi. Vrste rodova Cotinus, Pistacia, Rhus i Schinopsis važni su izvori tanina za industriju kože.
Eksudati iz stabljika raznih vrsta Anacardiaceae daju lakove, smole ili gume. Umjetnost lakiranja započela je u Kini prije nekoliko stoljeća, dosegnuvši svoj vrhunac razvoja tijekom dinastije Ming (1368. – 1644. CE). Korišteni lakovi dobiveni su iz Toxicodendron vernicifluum (“kinesko stablo laka”). Mliječni eksudat iz ovog drveta brzo potamni i zgusne se na zraku. Lak, kada se nanosi kao lak, pruža izvanrednu zaštitu, budući da ga ne mijenjaju kiseline, lužine, alkohol ili zagrijavanje do 70 °C (158 °F). Gluta usitata (“Burmansko drvo laka”) proizvodi lak koji se sporije suši. Pistacia lentiscus (“stablo mastike”), s područja Sredozemlja, proizvodi mastiku, lak koji se koristi za premazivanje metala te uljanih i akvarelnih slika. To je jedna od najskupljih smola za proizvodnju. Tropski američki Anacardium humile, A. occidentale i A. nanum daju gumu od indijskog oraha, zamjenu za gumu arabiku. Ne samo da su dobra ljepila, već sadrže i malu količinu ulja indijskog oraščića, koje se može koristiti kao repelent za insekte ili kao mazivo u električnoj izolaciji zrakoplova.
Mnogi ljudi poznaju Anacardiaceae zbog dermatitisa uzrokovanog smolama nekih vrsta. Najzloglasniji su vjerojatno Toxicodendron diversiloba (otrovni hrast) iz zapadne Sjeverne Amerike i T. radicans (otrovni bršljan) i T. vernix (otrovni ruj) iz istočne Sjeverne Amerike. (Toxicodendron znači "otrovno drvo".) Smola će se raspršiti u dimu gorućeg drva ovih biljaka i čak može ispariti iz njihovih tkiva tijekom vrućih, suhih dana. Vrste Toxicodendron bile su uključene u rod Rhus i još uvijek se ponekad pojavljuju pod tim imenom roda, ali se razlikuju od Rhusa po tome što imaju obilne smolaste kanale u stabljikama (oni proizvode smolasti sok koji može sadržavati štetni spoj urushiol ili prirodne lakove ). Mango i indijske orah jabuke uzrokuju dermatitis kod osoba osjetljivih na njihove smole, kao i njihovo drvo ili lišće. Mnogi su ljudi također osjetljivi na tekući lak ili mastik.

## Potporodice
1. Anacardioideae Link
2. Spondiadoideae Link

## Rodovi
1. Familia Anacardiaceae R. Br. (924 spp.)
  1. Tribus neopisan
    1. Pentaspadon Hook. fil. (5 spp.)

  2. Tribus Spondieae Engl.
    1. Pseudospondias Engl. (2 spp.)
    2. Dracontomelon Blume (7 spp.)
    3. Pegia Colebr. (2 spp.)
    4. Allospondias (Pierre) Stapf (2 spp.)
    5. Spondias L. (23 spp.)
    6. Attilaea E. Martínez & Ramos (1 sp.)
    7. Haematostaphis Hook. fil. (1 sp.)
    8. Parishia Hook. fil. (8 spp.)

  3. Tribus neopisan
    1. Campnosperma Thwaites (14 spp.)

  4. Tribus Tapiririeae Marchand
    1. Buchanania Spreng. (26 spp.)
    2. Androtium Stapf (1 sp.)
    3. Choerospondias B. L. Burtt & A. W. Hill (1 sp.)
    4. Pleiogynium Engl. (2 spp.)
    5. Tapirira Aubl. (9 spp.)
    6. Cyrtocarpa Kunth (5 spp.)
    7. Sclerocarya Hochst. (2 spp.)
    8. Lannea A. Rich. (38 spp.)
    9. Koordersiodendron Engl. ex Koord. (1 sp.)
    10. Antrocaryon Pierre (4 spp.)
    11. Poupartiopsis Capuron ex J. D. Mitch. & Daly (1 sp.)
    12. Harpephyllum Bernh. (1 sp.)
    13. Poupartia Comm. ex Juss. (7 spp.)
    14. Operculicarya H. Perrier (9 spp.)

  5. Tribus Dobineeae Pax
    1. Dobinea Buch.-Ham. ex D. Don (2 spp.)
    2. Campylopetalum Forman (1 sp.)

  6. Tribus Anacardieae DC.
    1. Fegimanra Pierre (3 spp.)
    2. Anacardium L. (12 spp.)
    3. Mangifera L. (63 spp.)
    4. Bouea Meisn. (3 spp.)
    5. Swintonia Griff. (13 spp.)
    6. Gluta L. (34 spp.)
    7. Faguetia Marchand (1 sp.)
    8. Trichoscypha Hook. fil. (29 spp.)
    9. Drimycarpus Hook. fil. (4 spp.)
    10. Melanochyla Hook. fil. (23 spp.)
    11. Semecarpus L. fil. (92 spp.)
    12. Holigarna Buch.-Ham. ex Roxb. (8 spp.)
    13. Nothopegia Blume (10 spp.)

  7. Tribus neopisan
    1. Blepharocarya F. Muell. (2 spp.)
    2. Searsia F. A. Barkley (108 spp.)
    3. Laurophyllus Thunb. (1 sp.)
    4. Smodingium E. Mey. (1 sp.)
    5. Loxostylis Spreng. ex Rchb. (1 sp.)
    6. Sorindeia Thouars (9 spp.)
    7. Protorhus Engl. (1 sp.)
    8. Ozoroa Delile (45 spp.)
    9. Micronychia Oliv. (10 spp.)
    10. Baronia Baker (3 spp.)
    11. Abrahamia Randrian. & Lowry (34 spp.)
    12. Heeria Meisn. (1 sp.)

  8. Tribus Thyrsodieae Marchand
    1. Loxopterygium Hook. fil. (3 spp.)
    2. Cardenasiodendron F. A. Barkley (1 sp.)
    3. Apterokarpos Rizzini (1 sp.)
    4. Astronium Jacq. (11 spp.)
    5. Myracrodruon Allemão (2 spp.)
    6. Schinopsis Engl. (8 spp.)
    7. Thyrsodium Salzm. ex Benth. (6 spp.)
    8. Ochoterenaea F. A. Barkley (1 sp.)
    9. Amphipterygium Schiede ex Standl. (5 spp.)
    10. Orthopterygium Hemsl. (1 sp.)
    11. Schinus L. (33 spp.)
    12. Pachycormus Coville (1 sp.)
    13. Lithraea Hook. (3 spp.)
    14. Mauria Kunth (15 spp.)
    15. Euroschinus Hook. fil. (9 spp.)

  9. Tribus Rhoideae Engl.
    1. Toxicodendron Mill. (29 spp.)
    2. Actinocheita F. A. Barkley (1 sp.)
    3. Bonetiella Rzed. (1 sp.)
    4. Pseudosmodingium Engl. (5 spp.)
    5. Metopium P. Browne (4 spp.)
    6. Comocladia P. Browne (27 spp.)
    7. Cotinus Mill. (7 spp.)
    8. Haplorhus Engl. (1 sp.)
    9. Pistacia L. (9 spp.)
    10. Rhus L. (50 spp.)
    11. Mosquitoxylum Krug & Urb. (1 sp.)
    12. Melanococca Blume (1 sp.)
    13. Malosma Engl. (1 sp.)
    14. Rhodosphaera Engl. (1 sp.)

## Vanjske poveznice
- Flora of Zambia, Anacardiaceae
- Flora of China, Anacardiaceae
- GBIF, Anacardiaceae
- Kew, Anacardiaceae